# Чорнушка (Якшур-Бодьїнський район)
Чорну́шка (рос. Чернушка) — присілок в Якшур-Бодьїнському районі Удмуртії, Росія.
Населення — 8 осіб (2010; 11 в 2002).
Національний склад (2002):
- росіяни — 91 %